# 運鈔車
運鈔車，或解款車（英語：Armored car或armor cash carrier），是用於運送鈔票、現金、貴金屬及其他貴重物品的裝甲車輛。除了車身有防彈、防爆設計，為避免車輛遭竊、遭劫持甚至監守自盜，運鈔車通常還裝有利用GPS等定位功能以追蹤車輛去向。

## 世界各地運鈔車一覽
- 在巴塞隆納的一輛Prosegur運鈔車。
- 在英國的一輛G4S security van。
- 在德國漢堡的一輛Brinks security van。
- 台灣的運鈔車。
- 香港的運鈔車。
- 中国大陆江苏省苏州市的運鈔車。

## 運鈔車與大眾文化
1. 1950年，Armored Car Robbery（英语：Armored Car Robbery）
2. 1960年，The Breaking Point（英语：The Breaking Point (1961 film)）
3. 1995年，Heat
4. 2009年，Armored（英语：Armored (film)） : 一部動作片。
5. 2010年，城中大盗
6. 2012年，痞子英雄首部曲：全面開戰 ，劇情起始於海港城發生了一起運鈔車搶案...
7. 2013年，俠盜獵車手V
8. 2015年，Chappie

## 相關事件
- 這可能是歷史上最早的運鈔車搶劫事件：地點位於俄羅斯帝國梯弗里斯葉里溫廣場的1907年梯弗里斯銀行搶劫案，1907年6月26日上午約10:30分，一輛屬於銀行的運鈔馬車在俄羅斯帝國國家銀行梯弗里斯分行被布爾什維克劫走，途經葉里溫廣場時搶劫者用炸彈和槍枝襲擊了警察和軍人，導致40人死，50人傷。共劫走34.1萬盧布，按2008年匯率摺合約340萬美元。
- 2014年12月24日，香港安全押運服務有限公司的一台運鈔車因在行駛中發生车門突然打开的掉钱事件，掉出三箱现钞，大量现钞散落马路，吸引多名途人捡钱。見2014年香港解款車遺落錢箱案